# گینزتاون (آلاباما)
گینزتاون (به انگلیسی: Gainestown) یک منطقهٔ مسکونی در ایالات متحده آمریکا است که در شهرستان کلارک، آلاباما واقع شده‌است.